# Lucrezia Ferrando
Lucrezia Ferrando (...) è un'ex giocatrice di curling italiana, atleta di Cortina d'Ampezzo del Curling Club New Wave.

## Carriera Agonistica

### Nazionale
Il suo esordio con la nazionale italiana femminile di curling è stato il campionato europeo del 2000, disputato a Oberstdorf, in Germania: in quell'occasione l'Italia si piazzò al dodicesimo posto. Con la nazionale assoluta partecipa a 2 campionati europei come riserva (alternate).
Nel 2002 entra nella formazione della nazionale junior con cui ha partecipato a due mondiali junior e ad un mondiale junior di gruppo B.
In totale Lucrezia vanta 20 presenze in azzurro. Il miglior risultato dell'atleta è la medaglia di bronzo ottenuta ai campionati mondiali junior del 2003 disputati a Flims, in Svizzera. Questo è il miglior risultato ottenuto dalla nazionale junior femminile.
CAMPIONATI
Nazionale assoluta:
- Europei
  - 2000 Oberstdorf ( Germania) 12°
  - 2001 Vierumäki ( Finlandia) 11°

Nazionale junior:
- Mondiali junior
  - 2002 Kelowna ( Canada) 4°
  - 2003 Flims ( Svizzera) 3°
- Mondiali junior gruppo B
  - 2002 Hšgelsheim ( Germania) 2°

### Percentuale di gioco
Il campionato in cui è registrata la miglior prestazione di Lucrezia con la squadra nazionale junior è il mondiale junior del 2002 disputato a Kelowna. In questo campionato giocò con una percentuale media di precisione del 71%, toccando il massimo nella partita contro la Russia (vinta 9-6) dove la precisione è stata del 79%. Il campionato con la peggiore prestazione registrata è il mondiale junior del 2003 a Flims. In questo campionato giocò con una percentuale media di precisione del 64%, toccando il minimo nella partita contro la Russia (vinta 9-6) dove la precisione è stata del 32%.
- 2002 mondiale junior di Kelowna, precisione: 71% (lead)
- 2003 mondiale junior di Flims, precisione: 64% (lead)